# Der Prinz von Atlantis
Der Prinz von Atlantis (Originaltitel: Le Prince d’Atlantis) ist eine französisch-britische Zeichentrickserie, die zwischen 1997 und 1998 produziert wurde.

## Handlung
Die Serie spielt in einer versunkenen Stadt der Antike Atlantis und dreht sich um die Abenteuer des Prinzen Akata. Die Stadt verfügt über viele Reichtümer und eine magische Energiequelle, dem „Goldstaub“. Die B.I.G. Cooperation versucht nun, diese Energie an sich zu reißen, um so an die Weltherrschaft zu gelangen. Dabei ist es ihnen egal, dass Atlantis dadurch zerstört wird. Gemeinsam mit dem Ozeanologen und ehemaligen B.I.G.-Mitarbeiter Orkov versucht Akata, Atlantis und die Welt zu retten.

## Produktion und Veröffentlichung
Die Serie wurde zwischen 1997 und 1998 in Frankreich und Großbritannien produziert. Dabei sind 26 Folgen entstanden. Regie führte Patric Clerc. Am Drehbuch beteiligten sich Pamela Hickey, Denys McCoy, Sarah Finn und Michelle Perslow. Die Produktion übernahm Ravensburger, Metal Hurlant und PIXIBOX. Für die Musik sorgte Mark Russell.
Die deutsche Erstausstrahlung erfolgte 1997 auf SF 2. Weitere Ausstrahlungen erfolgten ebenfalls auf ProSieben, Nick, Anixe, Junior, ORF 1, Das Vierte, K-Toon und YFE TV.

## Episodenliste
| Nr. | deutscher Titel                | englischer Titel               |
| 1   | Ein neues Leben                | The Prince Of Atlantis         |
| 2   | Die Geister der Vorfahren      | The Lost Ark Of Atlantis       |
| 3   | Die Mozart-Falle               | Caphira One                    |
| 4   | Der falsche Freund             | The Two Faced Traitor          |
| 5   | Der Fluch der Kristallgrüfte   | The Curse Of The Crystal Tombs |
| 6   | Die tödliche Fracht            | The Big Fin                    |
| 7   | Angriff der Morlanteaner       | The Demons Of The Glacier      |
| 8   | Der Zorn des Dagon             | Dagon’s Anger                  |
| 9   | Die Reise nach Neu-Atlantis    | Journey To The Stars           |
| 10  | Die Außerirdischen             | The Visitors                   |
| 11  | Der König der Lachse           | King Of The Headwaters         |
| 12  | Die Goldstaubbombe             | Countdown To Doomsday          |
| 13  | Im Spiegel der Seelen          | Mirror Of Dreams               |
| 14  | Der Leviathan                  | Leviathan                      |
| 15  | Der versinkende Ozean          | Disappearing Seas              |
| 16  | Der Vulkan                     | Hot Water                      |
| 17  | Der Jungbrunnen                | Fountain Of Life               |
| 18  | Käpt’n Bahas Rückkehr          | The Return Of Captain Baha     |
| 19  | Nathanael der Grausame         | Ghost Ship                     |
| 20  | Evas Rache                     | Heavy Metal                    |
| 21  | Die königliche Barke           | Revolt Of The Machines         |
| 22  | Die Giftmüllkatastrophe        | Toxic Timebomb                 |
| 23  | Angriff des Riesenrochens      | The Life Of A Friend           |
| 24  | Der Zorn des Wächters          | Checkmate                      |
| 25  | Der Verräter                   | The Dark Knight                |
| 26  | Die Rückkehr nach Neu-Atlantis | The Return Of The Atlanteans   |